# Uromyces hyparrheniae
Uromyces hyparrheniae är en svampart som beskrevs av Gjaerum 1983. Uromyces hyparrheniae ingår i släktet Uromyces och familjen Pucciniaceae.   Inga underarter finns listade i Catalogue of Life.